# Raionul Monastîrîșce, Cerkasî
Monastîrîșce (în ucraineană Монастирищенський район, transliterat: Monastîrîșcenskîi raion) este un raion în regiunea Cerkasî, Ucraina. Reședința sa este orașul Monastîrîșce.

## Demografie
Componența lingvistică a raionului Monastîrîșce
     Ucraineană (98,38%)
     Rusă (1,29%)
     Alte limbi (0,23%)
Conform recensământului din 2001, majoritatea populației raionului Monastîrîșce era vorbitoare de ucraineană (98,38%), existând în minoritate și vorbitori de rusă (1,29%).